# Appelez-moi Kubrick
Pour plus de détails, voir Fiche technique et Distribution.
Appelez-moi Kubrick (Colour Me Kubrick) est un film franco-britannique réalisé par Brian W. Cook, sorti en 2005. 
Basé sur un fait divers réel, advenu en Angleterre au début des années 1990, Appelez-moi Kubrick met en scène la vie d'Alan Conway, qui se faisait passer pour le réalisateur Stanley Kubrick. Paré de cette identité, l'imposteur (interprété par John Malkovich) vit au crochet de dupes, tout naturellement disposés à financer ses caprices, pour fréquenter le grand homme et obtenir ses faveurs,.
Le film puise son inspiration dans des faits réels. Mettant en vedette John Malkovich dans le rôle d'Alan Conway, un escroc britannique qui se fait passer pour le réalisateur Stanley Kubrick depuis le début des années 1990. Le film suit les exploits de Conway alors qu'il passe d'une personne à l'autre, les convainquant de lui donner de l'argent, de l'alcool et des faveurs sexuelles. Pour la promesse d'un rôle dans le prochain film du soi-disant réalisateur. La bande originale, Color Me Kubrick: The Original Soundtrack, comprenait 2 chansons de Bryan Adams, puis ce dernier a aussi publié, en 2006, un EP intitulé Colour Me Kubrick comprenant 5 morceaux que l'on peut entendre dans le film.

## Synopsis
Le film commence par un hommage direct à A Clockwork Orange à la suite de l'un des inconvénients mineurs d'Alan Conway (John Malkovich): deux voyous sont envoyés pour récupérer une facture de bar que Conway a générée en se faisant passer pour Kubrick. À leur insu, Conway a fourni l'adresse d'un couple de personnes âgées comme adresse du domicile de Kubrick. Conway est introuvable et après que les voyous aient provoqué un chahut à l'extérieur de la maison, la police est appelée et ils sont arrêtés.
À la suite de ces événements, le public est confronté à plusieurs des escroqueries de Conway, notamment en trompant un créateur de mode, des membres d'un groupe de heavy metal et un propriétaire de bar populaire. Toutes les victimes sont trompées en donnant à Kubrick des sommes d'argent, de la nourriture et des boissons gratuites et même des faveurs sexuelles. Conway sait en fait peu de choses sur Kubrick ou ses films, alors il met simplement en scène un personnage différent – du gentleman anglais réservé au stéréotype juif flamboyant – avec chacune de ses victimes. Conway trompe à peu près tous ceux qu'il rencontre en leur faisant croire qu'il est le réalisateur reclus, à l'exception d'un garçon de location dans un bar, qui teste Conway en disant que son film préféré de Kubrick est Judgment at Nuremberg que le vrai Kubrick n'a pas réalisé ; Lorsque Conway commence une anecdote sur la réalisation du film, le jeune homme lui dit avec désinvolture que Judgment at Nuremberg a en fait été réalisé par Stanley Kramer, et Conway alors s'éloigne.
Conway a également une altercation avec Frank Rich (William Hootkins), un journaliste du New York Times. Il rencontre Rich et sa femme dans un restaurant et le confronte à propos d'un article que le New York Times a publié sur le vrai Kubrick. Il est personnellement offensé que le journal ait qualifié Kubrick de reclus et veut qu'ils sachent qu'il s'est rasé la barbe. Après cette rencontre fortuite, Rich enquête sur Kubrick et trouve une photo de lui, apprenant que le vrai Kubrick ne ressemble en rien à l'homme qu'il a rencontré au restaurant. Rich incite alors le vrai Kubrick à approfondir l'identité de l'escroc.
L'une de ses plus grandes escroqueries est lorsque Conway promet d'aider à établir Lee Pratt (Jim Davidson) en tête d'affiche à Las Vegas. Pratt est un artiste britannique qui a eu un succès limité en tant que danseur flamboyant et chanteur de scène. Pratt est décrit comme un « Liberace à loyer modique avec une lueur d'Elvis dans les yeux. » Conway fait d'énormes promesses pour que Pratt obtienne un siège permanent sous les projecteurs à Las Vegas.
Alors que Conway, Pratt et le manager de ce dernier tentent de décider comment conquérir l'Amérique, Conway mène une vie de luxe aux dépens de Pratt. Il dort dans un hôtel haut de gamme en consommant de la vodka et des cigarettes jusqu'à ce qu'une femme de ménage, peut-être sous la direction du directeur de Pratt, découvre un passeport avec son vrai nom imprimé à l'intérieur. Conway est expulsé de la vie de Pratt et d'une jetée dans un hommage visuel et musical à la A Clockwork Orange.
De là, Rich expose les mensonges d'Alan Conway et il est envoyé à l'hôpital après une dépression nerveuse apparente qui, bien sûr, n'est qu'une autre de ses ruses élaborées. Son cas est publié par son médecin dans la littérature médicale et, avec l'aimable autorisation du gouvernement britannique, il est alors transféré à la clinique de Rimini, un centre où les célébrités vont se rééduquer.
On montre que Conway vit la belle vie, et le film se termine avec lui se relaxant dans un bain à remous géant et luxueux tandis que le Ray Noble Orchestra joue la version de Al Bowlly de la chanson Midnight, the Stars and You (qui ne se trouve pas sur la bande originale), revenant à la finale de The Shining.

## Fiche technique
- Titre : Appelez-moi Kubrick
- Titre original : Colour Me Kubrick
- Réalisation : Brian W. Cook
- Scénario : Anthony Frewin
- Production : Michael Fitzgerald, Brian W. Cook, Luc Besson, Pierre-Ange Le Pogam, Steve Christian, Donald A. Starr, Daniel J.B. Taylor, Colin Leventhal et Penelope Glass
- Sociétés de production : EuropaCorp, First Choice Films, Isle of Man Films
- Société de distribution : EuropaCorp Distribution (France)
- Budget : 8,20 millions d'euros
- Musique : Artistes variés, dont 5 chansons de Bryan Adams.
- Photographie : Howard Atherton
- Montage : Alan Strachan
- Décors : Crispian Sallis
- Costumes : Vicki Russell et Victoria Russell
- Pays d'origine :  Royaume-Uni,  France
- Format : couleur - 1,85:1 - Dolby Digital - 35 mm
- Genre : comédie dramatique
- Durée : 87 minutes
- Dates de sortie : 6 octobre 2005 (festival du cinéma britannique de Dinard), 4 janvier 2006 (France)
- Bande originale du film : https://www.discogs.com/fr/release/11700830-Various-Colour-Me-Kubrick-Original-Soundtrack

## Distribution
- John Malkovich (VF : Edgar Givry[3]) : Alan Conway
- Marc Warren : Hud
- Tom Allen : Charles
- Jim Davidson (VF : Loïc Houdré) : Lee Pratt
- Marisa Berenson : Alix Rich
- Honor Blackman : Madam
- Lynda Baron (VF : Catherine Artigala) : Mme Vitali
- Peter Bowles : Cyril
- Enzo Cilenti : Waldegrave
- Jamie Davis : Duane
- Ayesha Dharker : Dr Stukeley
- Burn Gorman (VF : Pierre Val) : Willie
- Robert Powell (VF : Michel Voletti) : Robert
- Luke Mably (VF : Rémi Bichet) : Rupert Rodnight
- Shaun Dingwall : Maitre D'
- James Dreyfus : Melvyn
- Maynard Eziashi : Adibe
- Jack Ryan (VF : Stéphane Ronchewski) : Steve
- Mark Umbers (VF : Laurent Natrella) : Piers
- Richard E. Grant : Jasper
- Terence Rigby : Norman

Source et légende : version française (VF) sur le site d’AlterEgo (la société de doublage) et selon le carton du doublage français sur le DVD zone 2.

## Autour du film
- Le tournage s'est déroulé du 11 janvier au 7 mars 2004 à l'Île de Man, Londres et Luton[5].
- Bien que ce soit la première réalisation de Brian W. Cook, ce dernier fut assistant réalisateur sur plusieurs films de Stanley Kubrick, qu'il s'agisse de Barry Lyndon (1975), Shining (1980) ou encore Eyes Wide Shut, dernier film du cinéaste.

## Courts caméos
Le film a plusieurs courts caméos dont voici la teneur : 
Ken Russell : L'homme en chemise de nuit, Honor Blackman : Madame, Richard E. Grant : Jasper, propriétaire d'un restaurant/club, Peter Sallis : Le deuxième patient, Marc Warren : Hud.

## Bande originale du film
La musique que l'on retrouve sur la bande originale du film renvoie à d'autres réalisations de Stanley Kubrick, soit A Clockwork Orange avec The Thieving Magpie (en version abrégée toutefois) de Gioacchino Rossini, ainsi qu'à 2001: A Space Odyssey avec On The Beautiful Blue Danube de Johann Strauss II et bien évidemment Also Sprach Zarathustra de Richard Strauss. Il y a aussi des chansons originales, une de Tom Jones, Not Responsible, deux de Bryan Adams, I'm Not The Man You Think I Am et It's All About Me. Ainsi que des classiques comme le Glenn Miller Orchestra avec Twilight Time, Ode To Joy de Ludwig van Beethoven, etc. Et Bryan Adams a publié en 2006 un EP de cinq chansons, dont deux figurent déjà sur la bande originale et trois autres introuvables ailleurs.